# Elezioni presidenziali in Polonia del 1995
Le elezioni presidenziali in Polonia del 1995 si tennero il 5 novembre (primo turno) e il 19 novembre (secondo turno); videro la vittoria di Aleksander Kwaśniewski, sostenuto dall'Alleanza della Sinistra Democratica, che sconfisse il presidente uscente Lech Wałęsa, appoggiato da Solidarność.

## Risultati
| Aleksander Kwaśniewski  | Alleanza della Sinistra Democratica | 6 275 670  | 35,11 | 9 704 439  | 51,72 |  |  |  |
| Lech Wałęsa             | Solidarność                         | 5 917 328  | 33,11 | 9 058 175  | 48,28 |  |  |  |
| Jacek Kuroń             | Unione della Libertà                | 1 646 946  | 9,22  |            |       |  |  |  |
| Jan Olszewski           | Movimento per la Repubblica         | 1 225 453  | 6,86  |            |       |  |  |  |
| Waldemar Pawlak         | Partito Popolare Polacco            | 770 419    | 4,31  |            |       |  |  |  |
| Tadeusz Zieliński       | Unione del Lavoro                   | 631 432    | 3,53  |            |       |  |  |  |
| Hanna Gronkiewicz-Waltz | Indipendente                        | 492 628    | 2,76  |            |       |  |  |  |
| Janusz Korwin-Mikke     | Unione per la Politica Reale        | 428 969    | 2,40  |            |       |  |  |  |
| Andrzej Lepper          | Autodifesa della Repubblica Polacca | 235 797    | 1,32  |            |       |  |  |  |
| Jan Pietrzak            | Indipendente                        | 201 033    | 1,12  |            |       |  |  |  |
| Tadeusz Koźluk          | Indipendente                        | 27 259     | 0,15  |            |       |  |  |  |
| Kazimierz Piotrowicz    | Indipendente                        | 12 591     | 0,07  |            |       |  |  |  |
| Leszek Bubel            | Indipendente                        | 6 825      | 0,04  |            |       |  |  |  |
| Totale                  | Totale                              | 17 872 350 | 100   | 18 762 614 | 100   |  |  |  |
|                         |                                     |            |       |            |       |  |  |  |
| Voti non validi         | Voti non validi                     | 330 868    | 1,82  | 383 882    | 2,00  |  |  |  |
| Votanti                 | Votanti                             | 18 203 218 |       | 19 146 496 |       |  |  |  |